# Synopeas idarniforme
Synopeas idarniforme är en stekelart som först beskrevs av Alan Parkhurst Dodd 1916.  Synopeas idarniforme ingår i släktet Synopeas och familjen gallmyggesteklar. Inga underarter finns listade i Catalogue of Life.